# Cyanagapanthia bicolor
Cyanagapanthia bicolor är en skalbaggsart som beskrevs av Stefan von Breuning 1968. Cyanagapanthia bicolor ingår i släktet Cyanagapanthia och familjen långhorningar.
Artens utbredningsområde är Laos. Inga underarter finns listade i Catalogue of Life.